# WrestleMania XXVII
WrestleMania XXVII – dwudziesta siódma gala wrestlingu z cyklu WrestleMania wyprodukowana przez federację WWE dla zawodników z brandów Raw i SmackDown. Odbyła się 4 kwietnia 2011 w Georgia Dome w Atlancie w stanie Georgia.
Wydarzenie to było pierwszą WrestleManią zorganizowaną w stanie Georgia i drugą w południowo-wschodnich Stanach Zjednoczonych, po WrestleManii XXIV. Była to także ostatnia WrestleMania zorganizowana w ramach pierwszego podziału na brandy, który zakończyo się w sierpniu, ale został przywrócone w lipcu 2016 roku.
Było to jednocześnie ostatnie wydarzenie firmy promowane pod pełną nazwą World Wrestling Entertainment, gdyż bezpośrednio po tym wydarzeniu firma zaczęła ściśle określać się skrótem WWE. Gospodarzem wydarzenia był Dwayne „The Rock” Johnson.
Na kartę wydarzenia złożyło się osiem walk, w tym trzy główne. Walką wieczoru był główny mecz Raw, gdzie The Miz pokonał Johna Cenę i obronił WWE Championship dzięki pomocy The Rocka, ustanawiając tym samym walkę wieczoru WrestleManii XXVIII pomiędzy Rockiem i Ceną.
W głównej walce brandu SmackDown Edge pokonał Alberto Del Rio i obronił World Heavyweight Championship – był to ostatni mecz Edge'a aż do jego powrotu w 2020 roku. W drugiej głównej The Undertaker pokonał Triple H'a w No Holds Barred matchu, przedłużając swoją passę niepokonanych walk na  WrestleManii do 19–0.
To pierwsza i jak dotąd jedyna WrestleMania, w której żadne mistrzostwa nie zmieniły właściciela.
Wydarzenie spotkało się z mieszanym przyjęciem. Pochwały poszły w stronę meczu o mistrzostwo świata w wadze ciężkiej, Punk kontra Orton i Triple H kontra The Undertaker. Krytyka dotyczyła meczów tag team, walki wieczoru oraz Lawler kontra Cole, z których ten ostatni został uznany za jeden z najgorszych meczów w historii WrestleManii.

## Produkcja

### Tło
WrestleMania jest sztandarowym cyklem gal pay-per-view federacji WWE, potocznie nazywa się ją Super Bowlem rozrywki sportowej. Cykl rozpoczął się wraz z pierwszą galą, 31 marca 1985. Jest to najdłużej trwająca impreza wrestlingu w historii, organizowana corocznie od połowy marca do połowy kwietnia. Wraz z Royal Rumble, SummerSlam i Survivor Series jest to jedno z czterech największych wydarzeń firmy w roku, określanych jako „Wielka Czwórka”. WrestleMania XXVII była dwudziestą siódmą galą chronologii, organizowaną w Georgia Dome w Atlancie.
We wrześniu 2009 roku ogłoszono, że miasto Atlanta stara się zorganizować WrestleManię XXVII w Georgia Dome. Główna oferta konkurencyjna Atlanty pochodziła z Miami na Florydzie, która zaproponowała zorganizowanie wydarzenia na Sun Life Stadium wraz z WrestleMania Axxess w Miami Beach Convention Center i ceremonią WWE Hall of Fame w American Airlines Arena. Miami ostatecznie zostało gospodarzem WrestleManii XXVIII. Atlanta została oficjalnie ogłoszona jako lokalizacja na konferencji prasowej 1 lutego 2010 r. Według starszego wiceprezesa WWE ds. wydarzeń specjalnych, Johna Saboora, ostatecznie wybrano Atlantę, między innymi ze względu na „ich historię sukcesów na dużych imprezach, bogatą w tradycję związaną z WWE i świetną infrastrukturę”. Wydarzenie to było pierwszą galą WrestleManii w stanie Georgia.
Wraz z WrestleManią XXVII, w tygodniu poprzedzającym wydarzenie odbyła się seria wydarzeń zgrupowanych jako „WrestleMania Week”, w tym coroczny konwent fanów WrestleMania Axxess, ceremonia WWE Hall of Fame 2011, czwarta doroczna wystawa i aukcja sztuki WrestleMania oraz Turniej golfowy gwiazd Pro-Am.
WrestleMania Axxess odbyła się w Georgia World Congress Center, a ceremonia WWE Hall of Fame odbyła się w Philips Arena. Było to pierwsze wydarzenie pay-per-view w ramach umowy dotyczącej praw promocyjnych WWE z Kmartem. Zgodnie z umową, Kmart będzie oficjalnym sponsorem wszystkich wydarzeń na żywo WWE w Stanach Zjednoczonych do końca 2011 roku. Jako kolejną część promocji wydarzenia, WWE Magazine wydał aplikację „Przewodnik po WrestleManii XXVII” na iPhone'a, iPoda Touch i iPada, oferującą informacje o nadchodzącym wydarzeniu, a także ciekawostki z poprzednich wydarzeń.
Oficjalnym motywem muzycznym wydarzenia była piosenka „Written in the Stars” Tiniego Tempaha. „Diamond Eyes (Boom-Lay Boom-Lay Boom)” zespołu Shinedown posłużył jako drugorzędna piosenka przewodnia, podczas gdy piosenkarka R&B Keri Hilson wykonała „America the Beautiful” na początku gali. Gwiazdy i byli zapaśnicy, którzy pojawili się w segmentach WrestleManii XXVII, to Snoop Dogg, Pee Wee Herman, Gene Okerlund, Mae Young i Roddy Piper.
13 sierpnia 2011 r. w NBC wyemitowano godzinny program specjalny obejmujący fragment otwierający, walkę Triple H vs. Undertaker i konfrontację pomiędzy The Rockiem i Johnem Ceną po WrestleManii pod tytułem WrestleMania XXVII: The World Television Premiere.

### Rywalizacje
WrestleMania oferowała walki profesjonalnego wrestlingu z udziałem wrestlerów należących do brandów Raw i SmackDown. Oskryptowane rywalizacje (storyline’y) kreowane będą podczas cotygodniowych gal Raw i SmackDown. Wrestlerzy są przedstawieni jako heele (negatywni, źli zawodnicy i najczęściej wrogowie publiki) i face’owie (pozytywni, dobrzy i najczęściej ulubieńcy publiki), którzy rywalizują pomiędzy sobą w seriach walk mających budować napięcie. Kulminacją rywalizacji jest walka wrestlerska lub ich seria.

## Wyniki walk
| Nr                                                                                    | Wyniki | Stypulacje                                                   | Czas  |
| ------------------------------------------------------------------------------------- | --- | ------------------------------------------------------------ | ----- |
| 1D                                                                                    | Sheamus (c) vs. Daniel Bryan zakończyła się poprzez no contest                                                                             | Lumberjack match o WWE United States Championship            | 4:19  |
| 2D                                                                                    | The Great Khali wygrał jako ostatniego eliminując Sheamusa                                                                                 | 23-osobowy męski Battle Royal                                | 8:29  |
| 3                                                                                     | Edge (c) (z Christianem) pokonał Alberto Del Rio (z Brodusem Clayem i Ricardo Rodriguezem)                                                 | Singles match o World Heavyweight Championship               | 11:06 |
| 4                                                                                     | Cody Rhodes pokonał Reya Mysterio | Singles match                                                | 11:58 |
| 5                                                                                     | Big Show, Kane, Kofi Kingston i Santino Marella pokonali The Corre (Ezekiela Jacksona, Heatha Slatera, Justina Gabriela i Wade'a Barretta) | 8-osobowy tag team match                                     | 1:32  |
| 6                                                                                     | Randy Orton pokonał CM Punka | Singles match The New Nexus byli zbanowani z ringside'u.     | 14:45 |
| 7                                                                                     | Michael Cole (z Jackiem Swaggerem) pokonał Jerry'ego Lawlera poprzez dyskwalifikację                                                       | Singles match Stone Cold Steve Austin był sędzią specjalnym. | 13:48 |
| 8                                                                                     | The Undertaker pokonał Triple H'a poprzez submission                                                                                       | No Holds Barred match                                        | 29:25 |
| 9                                                                                     | John Morrison, Nicole "Snooki" Polizzi i Trish Stratus pokonali Dolpha Zigglera i LayCool (Laylę i Michelle McCool) (z Vickie Guerrero)    | 6-osobowy Mixed tag team match                               | 3:16  |
| 10                                                                                    | The Miz (c) (z Alexem Riley) pokonał Johna Cenę                                                                                            | Singles match o WWE Championship                             | 15:21 |
| (c) – mistrz/mistrzyni przed walkąD – walka była dark matchem (nietransmitowana w TV) | |                                                              |       |

Uwagi
1. ↑  Kolejność eliminacji: Tyler Reks, Curt Hawkins, Yoshi Tatsu, R-Truth, Jey Uso, Jimmy Uso, Mark Henry, Primo, Zack Ryder, Chavo Guerrero, David Hart Smith, JTG, Trent Barreta, Tyson Kidd, Johnny Curtis, Chris Masters, Evan Bourne, William Regal, Ted DiBiase, Drew McIntyre i Daniel Bryan.
2. ↑  Lawler pierwotnie wygrał mecz poprzez submission, ale Anonimowy Generalny Menadżer Raw zmienił decyzję i przyznał zwycięstwo Cole'owi przez dyskwalifikację z powodu ingerencji Austina.
3. ↑  Ta walka pierwotnie zakończyła się double countoutem, ale została wznowiona przez The Rocka zgodnie z zasadami "pinfall or submission only"